# Беверли Хилс (Мисури)
Беверли Хилс (енгл. Beverly Hills) град је у америчкој савезној држави Мисури.

## Демографија
По попису из 2010. године број становника је 574, што је 29 (-4,8%) становника мање него 2000. године.
| Група             | 2000.       | 2010.       |
| Белци             | 28 (4,6%)   | 24 (4,2%)   |
| Афроамериканци    | 570 (94,5%) | 532 (92,7%) |
| Азијати           | 0 (0,0%)    | 1 (0,2%)    |
| Хиспаноамериканци | 1 (0,2%)    | 16 (2,8%)   |
| Укупно            | 603         | 574         |